# Wright and Egg Islands
Wright en de Egg Islands is een groep van vijf onbewoonde riffen en één echt eiland (Egg Island) op circa 2 km van de noordkust van Tasmanië, nabij de plaats Devonport. De eilandjes vormen het boven water gelegen deel van het Horseshoe Reef. Een rif: Wright island, ligt wat apart van de overige groep van vijf riffen die samen 'Egg islands' genoemd worden. De eilanden zijn plat, ruig, nauwelijks begroeid en bestaan uit rotsen en rotsblokken die maar net boven water uit komen. Het enige echte eiland dat permanent boven water uit komt en begroeid is met vegetatie, Egg Island, meet 195 bij 63 meter en heeft een oppervlak van 0,83 ha.
De eilandengroep ligt in het verlengde van een van beide startbanen van Devonport Airport.

## Beschermd natuurgebied
De eilandengroep vormt een beschermd gebied van Tasmanië (Egg Islands Conservation Area) en is uitgeroepen tot Important Bird Area vanwege het broeden van een aanzienlijke kolonie blauwmaskeraalscholvers. Verder broeden hier zeevogels zoals de dwergpinguïn, de witkopmeeuw, de grote kuifstern en de reuzenstern.